# 时光大盗

时光大盗

《时光大盗》（英語：Time Bandits）是导演特里·吉列姆1981年的幻想电影作品。是被称为特里·吉列姆「幻想三部曲」的第一部电影，以一个儿童的幻想展开情节。片中充满了奇异的幻想，出现了众多的人物。

## 故事大綱
电影讲述男孩凯文被一帮小矮人劫持，穿越时空进行抢劫。小凯文跟随着从“神”那里偷来穿越时空地图的小矮人们，一边躲避着“神”的追踪，一边进入不同的历史时期实施抢劫金银珠宝的活动。直到凯文和小矮人碰到一个来抢夺地图的恶魔进行争斗。